# 穆内夫雷加
穆内夫雷加，是西班牙阿拉贡自治区萨拉戈萨省的一个市镇。 总面积41平方公里，总人口449人（2001年），人口密度11人/平方公里。